# 鬼ヶ島観光自動車
鬼ヶ島観光自動車（おにがしまかんこうじどうしゃ）は香川県高松市のバス事業者。鬼ヶ島の別名を持つ女木島内の観光路線バスを運行する。
総車両数3台で、2019年時点で社長の福井隆之自らが運転する、小規模のバス事業者である。
整備も社長自身が行っており、2020年には車検を通過できなかった車両の大改修を実施した。
しかし、社長の死去により整備士不在となり、整備不良の状態が継続したため、2022年に道路運送法第40条に基づく事業停止の行政処分が行われた。
また、社長の死去に伴い、事業者の代表は古川隆之に変更された。
行政処分を受け、女木島のバスは高松市のマルイ観光バスが引き継いで運行している。

## 事業所
- 香川県高松市女木町15番地22

本社は船着場に隣接する「高松市鬼ヶ島おにの館」内に位置している。館は休憩所や展示室を兼ねていて、敷地内にはタダノがテストのために作った「女木島のモアイ像」がある。

## 路線
観光に特化したダイヤ設定で、島民の利用はほとんどない。
- 女木港～鬼ヶ島大洞窟～西浦OKタワー
  - 女木港に入港するフェリー（雌雄島海運）の到着時間に合わせて運行する。
  - 毎年3/1～11/30の季節運行。毎週火曜日運休（火曜日が祝日の場日、翌日運休。7/20～8/31は毎日運行。）
  - 時刻表は一応掲示されているが、繁忙期にはこれに関係なく「満員になり次第発車」となる。
  - 鬼ヶ島大洞窟～西浦OKタワー間は瀬戸内国際芸術祭2016夏・秋会期間のみ延長運転する便がある。

## 車両

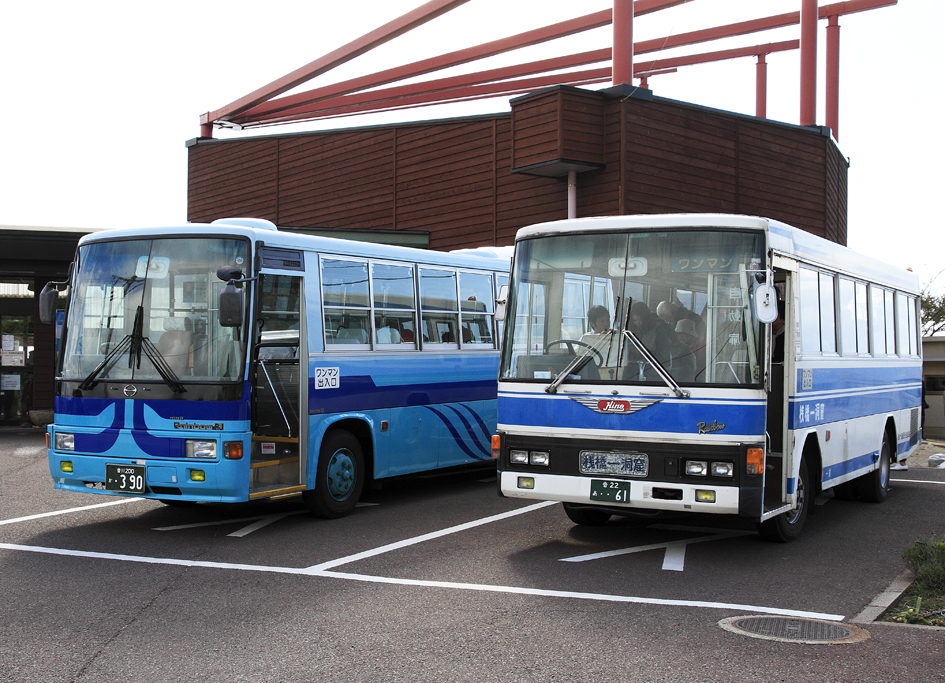
鬼ヶ島観光自動車 1997年式日野レインボーRJ（左）と1984年式日野レインボーRJ（右）

以下の3台を保有しており、繁忙期にはフル稼働する。
- 1999年式の日野リエッセ(KK-RX4JFEA)・J05Cトップドア送迎仕様・・・2019年購入、元金沢医科大学で初の小型路線車
- 1997年式の日野レインボー(KC-RJ1JJA)･J08Cトップドア路線仕様車・・・2010年購入、主力として使用
- 1982年式の日野レインボー(K-RJ170AA)･EH700トップドア送迎仕様車（非冷房）

ワンマン運行だが、いずれも車内に運賃箱は設置されていない。これは、利用客のほぼ全てが女木港の「鬼ケ島おにの館」内にある乗車券売場で往復乗車券を購入するためである。
2019年、1984年式の日野P-RJ170BAの代替として日野KK-RX4JFEAを導入した。

### 過去の車両
- 1984年式の日野レインボー(P-RJ170BA)･H07Cトップドア送迎仕様車（非冷房）

新車で購入。登録番号は当初「香22あ61」であったが、リア部の修理の際にプレートナンバーの封印を外さざるを得なかったとして「香川200あ203」に再登録されている。2019年5月の車検切れまで運行され、現役末期の頃は繁忙期中心に運行。車体の劣化具合からおんぼろバスと呼ばれ、そのバス目当てに島を訪れる人も居た。2019年の車検の際に不備が指摘された箇所のうちエンジンとバンパーは調達の目処が立ったが、扉の開閉装置が見つからず会社では全国のバス事業者に情報提供を求めている。さらに長期間点検などを怠わったことから四国運輸局は2022年3月24日付で同社に対し122日間事業停止処分を出した。
なお、1988年時点では予備車として1979年式の三菱MR620が在籍しており、夏季の毎日運行される期間に使用された。